# Korać-Cup 1973/74
Die Saison 1973/74 war die 3. Spielzeit des Korać-Cup, der von der FIBA Europa ausgetragen wurde.
Den Titel gewann wie im Vorjahr Birra Forst Cantù aus Italien.

## Modus
Es nahmen 34 Mannschaften aus 14 Nationen teil. Zuerst spielten 22 Teams in der 1. Runde um den Einzug in die nächste Runde. Die Gewinner dieser Duelle sowie die drei Vereine mit Freilos trafen in Runde 2 auf acht gesetzte Klubs. Die Gewinner dieser Spiele qualifizierten sich für die Gruppenphase. Die Gruppenphase bestand aus vier Gruppen mit je drei Teams. Der Erstplatzierte jeder Gruppe erreichte das Halbfinale, gefolgt vom Finale.
Die Sieger der Spielpaarungen in der Gruppenphase wurden in Hin- und Rückspiel ermittelt. Entscheidend war das Gesamtergebnis beider Spiele. Wer dies für sich entschied, bekam den Sieg gutgeschrieben. Die Sieger der Spielpaarungen in Runde 1, Runde 2 und im Halbfinale, sowie im Finale, wurden ebenfalls in Hin- und Rückspiel ermittelt.

## Teilnehmer
| Teilnehmer     | Teilnehmer | Teilnehmer              | Teilnehmer        | Teilnehmer             | Teilnehmer          |
| Land           | Anzahl     | Mannschaften            | Mannschaften      | Mannschaften           | Mannschaften        |
| -------------- | ---------- | ----------------------- | ----------------- | ---------------------- | ------------------- |
| Belgien        | 4          | SCA Carad Brugge        | Bus Fruit Lier    | Standard BC Lüttich    | Maes Pils Mechelen  |
| Italien        | 4          | Birra Forst Cantù       | Innocenti Milano  | Snaidero Udine         | Mobilquattro Milano |
| Jugoslawien    | 4          | KK Partizan Belgrad     | KK Borac Čačak    | AŠK Olimpija Ljubljana | Jugoplastika Split  |
| BR Deutschland | 3          | 1. FC Bamberg           | TuS 04 Leverkusen | MTV Wolfenbüttel       |                     |
| Frankreich     | 3          | Olympique d’Antibes     | ASVEL Basket Lyon | ASC Denain-Voltaire    |                     |
| Spanien        | 3          | Joventut de Badalona    | FC Barcelona      | SD KAS Bilbao          |                     |
| Griechenland   | 2          | AEK Athen               | CAN Thessaloniki  |                        |                     |
| Luxemburg      | 2          | T71 Dudelange           | BBC Etzella       |                        |                     |
| Niederlande    | 2          | DSBV Raak-Punch         | EBBC Den Bosch    |                        |                     |
| Portugal       | 2          | Académica de Coimbra    | FC Porto          |                        |                     |
| Schweiz        | 2          | Federale Lugano         | Neuchâtel Sports  |                        |                     |
| Bulgarien      | 1          | Balkan Botewgrad        |                   |                        |                     |
| England        | 1          | Sutton & Crystal Palace |                   |                        |                     |
| Österreich     | 1          | Union Garant Wien       |                   |                        |                     |

- Die beiden israelischen Vereine Hapoel Tel Aviv und Maccabi Ramat-Gan BC waren ursprünglich auch im Teilnehmerfeld, wurden von der FIBA aber wegen der unsicheren Lage im Land aufgrund des Jom-Kippur-Kriegs ausgeschlossen.
- ABC Soma Wien zog die Teilnahme freiwillig zurück.

## 1. Runde
|                         | Gesamt  |                        | Hinspiel | Rückspiel |
| ----------------------- | ------- | ---------------------- | -------- | --------- |
| Neuchâtel Sports        | 212:257 | AŠK Olimpija Ljubljana | 114:127  | 130:98    |
| BBC Etzella             | 145:228 | Maes Pils Mechelen     | 83:127   | 62:101    |
| Académica de Coimbra    | 164:218 | FC Barcelona           | 81:103   | 83:117    |
| Joventut de Badalona    | 213:167 | Federale Lugano        | 105:69   | 108:98    |
| TuS 04 Leverkusen       | 161:165 | Snaidero Udine         | 89:85    | 72:80     |
| DSBV Raak-Punch         | 154:150 | Bus Fruit Lier         | 80:76    | 74:74     |
| Borac Čačak             | 155:176 | Innocenti Milano       | 79:80    | 76:96     |
| ASC Denain-Voltaire     | 164:175 | Jugoplastika Split     | 83:81    | 81:94     |
| MTV Wolfenbüttel        | 173:186 | SD KAS Bilbao          | 90:80    | 83:106    |
| Sutton & Crystal Palace | 165:175 | SCA Carad Brugge       | 89:78    | 76:97     |
| EBBC Den Bosch          | 171:193 | ASVEL Basket Lyon      | 85:101   | 86:92     |
| AEK Athen               |         | Freilos                |          |           |
| 1. FC Bamberg           |         | Freilos                |          |           |
| CAN Thessaloniki        |         | Freilos                |          |           |

## 2. Runde
|                        | Gesamt  |                      | Hinspiel | Rückspiel |
| ---------------------- | ------- | -------------------- | -------- | --------- |
| AŠK Olimpija Ljubljana | 191:181 | Maes Pils Mechelen   | 90:85    | 101:96    |
| FC Barcelona           | 196:119 | T71 Dudelange        | 110:55   | 86:64     |
| FC Porto               | 109:190 | Joventut de Badalona | 61:83    | 48:107    |
| Snaidero Udine         | 161:147 | DSBV Raak-Punch      | 87:71    | 74:76     |
| Standard Lüttich BC    | 167:168 | AEK Athen            | 94:76    | 73:92     |
| Innocenti Milano       | 161:139 | Union Garant Wien    | 86:76    | 75:63     |
| 1. FC Bamberg          | 137:182 | Mobilquattro Milano  | 58:79    | 89:103    |
| Balkan Botewgrad       | 164:166 | Jugoplastika Split   | 91:62    | 73:104    |
| CAN Thessaloniki       | 140:167 | Partizan Belgrad     | 77:79    | 63:88     |
| SD KAS Bilbao          | 190:195 | Olympique d’Antibes  | 109:103  | 81:92     |
| SCA Carad Brugge       | 146:170 | ASVEL Basket Lyon    | 72:86    | 74:84     |

- Außerdem für die Gruppenphase als Titelverteidiger gesetzt:  Birra Forst Cantù

## Gruppenphase

### Gruppe A
| Team                   | Sp | S | N | P+  | P-  |
| ---------------------- | -- | - | - | --- | --- |
| 1. Birra Forst Cantù   | 2  | 2 | 0 | 393 | 363 |
| 2. FC Barcelona        | 2  | 1 | 1 | 381 | 381 |
| 3. Olympique d’Antibes | 2  | 0 | 2 | 352 | 382 |

### Gruppe B
| Team                  | Sp | S | N | P+  | P-  |
| --------------------- | -- | - | - | --- | --- |
| 1. Jugoplastika Split | 2  | 2 | 0 | 374 | 354 |
| 2. Snaidero Udine     | 2  | 1 | 1 | 326 | 301 |
| 3. AEK Athen          | 2  | 0 | 2 | 312 | 357 |

### Gruppe C
| Team                 | Sp | S | N | P+  | P-  | Tie-Break |
| -------------------- | -- | - | - | --- | --- | --------- |
| 1. ASVEL Basket Lyon | 2  | 1 | 1 | 300 | 291 | 105       |
| 2. AŠK Olimpija      | 2  | 1 | 1 | 329 | 332 | 96        |
| 3. Innocenti Milano  | 2  | 1 | 1 | 293 | 299 |           |

### Gruppe D
| Team                    | Sp | S | N | P+  | P-  |
| ----------------------- | -- | - | - | --- | --- |
| 1. Partizan Belgrad     | 2  | 2 | 0 | 331 | 311 |
| 2. Joventut de Badalona | 2  | 1 | 1 | 315 | 303 |
| 3. Mobilquattro Milano  | 2  | 0 | 2 | 287 | 319 |

## Halbfinale
|                   | Gesamt  |                    | Hinspiel | Rückspiel |
| ----------------- | ------- | ------------------ | -------- | --------- |
| Birra Forst Cantù | 175:162 | ASVEL Basket Lyon  | 99:68    | 76:94     |
| Partizan Belgrad  | 183:182 | Jugoplastika Split | 108:97   | 75:85     |

## Finale
|                   | Gesamt  |                  | Hinspiel | Rückspiel |
| ----------------- | ------- | ---------------- | -------- | --------- |
| Birra Forst Cantù | 174:154 | Partizan Belgrad | 99:86    | 75:68     |

- Final-Topscorer:  Dražen Dalipagić (Partizan Belgrad): 47 Punkte